# Michael Saunders (scientifique)
Cet article concerne le scientifique. Pour le joueur de baseball, voir Michael Saunders.
Michael Alan Saunders est un mathématicien et informaticien américain spécialiste en analyse numérique, né le 6 janvier 1944 à Christchurch, Nouvelle-Zélande. Il est professeur-chercheur en sciences de gestion et en ingénierie à l'université Stanford.

## Formation et carrière
Saunders, né le 6 janvier 1944 à Christchurch, Nouvelle-Zélande, obtient son B. Sc. en mathématiques à l'université de Canterbury en 1965, puis travaille pendant deux ans comme responsable scientifique au Département de la recherche scientifique et industrielle (DSIR) en Nouvelle-Zélande. Il obtient son Ph. D. en informatique à l'université Stanford en 1972 sous la direction de Gene Golub.
Saunders occupe ensuite pendant deux années encore son ancien poste au DSIR avant de rejoindre le laboratoire d'optimisation des systèmes (SOL) du département de recherche opérationnelle de l'université Stanford. Il est promu à son poste de professeur en 1987 et est nommé membre du corps professoral du Scientific Computing and Computational Mathematics (SCCM).

## Recherche
Saunders est connu pour ses contributions à l'algèbre linéaire numérique et à l'optimisation numérique ; il développe de nombreux progiciels largement utilisés, tels que MINOS, NPSOL et SNOPT.
Saunders développe en 1975, avec Christopher Conway Paige, une méthode itérative de résolution  de systèmes d'équations linéaires symétriques appelée MINRES.
Il est l'auteur de plus de 100 articles scientifiques sur différents sujets, dont beaucoup avec ses collègues Philip Gill, Walter Murray et Margaret Wright.

## Honneurs et distinctions
Saunders est membre honoraire de la Royal Society of New Zealand et membre de la Society for Industrial and Applied Mathematics (SIAM). Il est lauréat du prix Beale-Orchard Hays de la Mathematical Optimization Society et est co-lauréat du prix d'algèbre linéaire SIAM avec Sou-Cheng Choi et Christopher Paige.